# Guit (condado)
O Condado de Guit é uma área administrativa do estado de Unidade, Sudão do Sul.